# Eucereon sarisa
Eucereon sarisa là một loài bướm đêm thuộc phân họ Arctiinae, họ Erebidae.